# Gladymar Torres
Gladymar Torres (* 26. März 2003 in Caguas) ist eine puerto-ricanische Leichtathletin, die sich auf den Sprint spezialisiert hat. Aktuell ist sie Inhaberin des Landesrekordes im 100-Meter-Lauf.

## Sportliche Laufbahn
Erste Erfahrungen bei internationalen Meisterschaften sammelte Gladymar Torres im Jahr 2019, als sie bei den U18-NACAC-Meisterschaften in Santiago de Querétaro in 12,13 s und 24,84 s jeweils in der Vorrunde über 100 und 200 Meter ausschied. Zudem belegte sie mit der puerto-ricanischen Mixed-Staffel über 4-mal 400 Meter in 3:40,24 min den fünften Platz. 2022 schied sie bei den U20-Weltmeisterschaften in Cali mit 11,87 s und 24,58 s jeweils in der ersten Runde über 100 und 200 Meter aus und im Jahr darauf kam sie bei den U23-NACAC-Meisterschaften in San José mit 11,77 s nicht über die Vorrunde im 100-Meter-Lauf aus. 2024 siegte sie in 11,21 s über 100 Meter bei den Ibero-Amerikanischen Meisterschaften in Cuiabá und stellte im Vorlauf mit 11,20 s einen neuen Landesrekord auf. Im August schied sie bei den Olympischen Sommerspielen in Paris mit 11,33 s im Vorlauf über 100 Meter aus, nachdem sie den Landesrekord im Vorlauf auf 11,12 s gesteigert hatte.
In den Jahren 2023 und 2024 wurde Torres puerto-ricanische Meisterin im 100-Meter-Lauf sowie 2024 auch über 60 Meter.

## Persönliche Bestleistungen
- 100 Meter: 11,12 s (+0,8 m/s), 2. August 2024 in Paris (puerto-ricanischer Rekord)
  - 60 Meter (Halle): 7,40 s, 20. Januar 2024 in Lubbock
- 200 Meter: 23,76 s (−0,7 m/s), 15. Mai 2024 in Cuiabá